# 小菅優
小菅 優（こすげ ゆう、1983年5月24日 - ）は、日本の女性ピアニスト。

## 来歴
東京音楽大学付属音楽教室を経たのち、1993年よりヨーロッパに在住する。9歳よりカール-ハインツ・ケンマリンク教授に師事し、
リサイタルを開き、現在はヨーロッパを中心に世界各地で活動している。
日本国内のオーケストラをはじめ、ベルリン交響楽団、フィンランド放送交響楽団、フランクフルト放送交響楽団、ハンブルク北ドイツ放送交響楽団、ハノーファー北ドイツ放送フィルハーモニー管弦楽団、フランス国立管弦楽団など、ヨーロッパ一流のオーケストラとの共演を果たしている。室内楽では、カール・ライスター、ポール・メイエ、川崎雅夫や、同年代の樫本大進、庄司紗矢香、佐藤俊介らともたびたび共演している。
2006年8月には、ザルツブルク音楽祭で日本人ピアニストとして2人目となるリサイタル・デビューを果たし、2010年7月には急病のイーヴォ・ポゴレリッチの代役として、再出演を果たした。
多くの演奏家が、国際コンクールでの入賞をきっかけに、一躍注目されキャリアを積んでいく道をたどるが、小菅の場合コンクール歴はなく、演奏活動のみで国際的な舞台まで登りつめた、めずらしいタイプのピアニストである。その演奏能力を高く評する演奏家や評論家は多い。
2008年にロジャー・ノリントン指揮シュトゥットガルト放送交響楽団の日本ツアーのソリスト、同年にNHK交響楽団定期演奏会にてタン・ドゥン作曲・指揮によるピアノ協奏曲「ファイア」の日本初演、2009年に小澤征爾指揮水戸室内管弦楽団、同年に大植英次指揮ハノーファー北ドイツ放送フィルハーモニーの日本ツアーのソリスト、2010年に山田和樹指揮サイトウ・キネン・オーケストラとの共演などを果たしている。
坂本龍一プロデュース公演でのゲスト出演や、メディアではNHK「トップランナー」、毎日放送「情熱大陸」に取り上げられるなど、多方面からの注目も高い。
2014年、『ベートーヴェン ピアノ・ソナタ全曲演奏会シリーズ』により芸術選奨新人賞音楽部門受賞。

## ディスコグラフィ
- 西村朗作曲：「魂の内なる存在」（2004年9月20日 カメラータ・トウキョウ）
- リスト：超絶技巧練習曲集（2004年9月17日 ソニー・クラシカル）
- ショパン：24のプレリュード（前奏曲）全集（2005年5月18日 ソニー・クラシカル）
- モーツァルト:ピアノ協奏曲第9番&第21番 北ドイツ放送交響楽団、ローレンス・フォスター指揮（2006年5月3日 ソニー・クラシカル）
- ライヴ・アット・カーネギー・ホール（2007年1月21日 ソニー・クラシカル）
- ファンタジー（2007年1月21日 ソニー・クラシカル）
- リスト：「ヴェネツィアとナポリ」/シューマン:幻想曲、アレグロ作品8（2007年8月22日 ソニー・クラシカル）
- ショパン：練習曲全集（2007年8月22日 ソニー・クラシカル）
- リスト：スペイン狂詩曲/シューベルト:3つの小品第1番、第2番/ラフマニノフ：楽興の時（2007年8月22日 ソニー・クラシカル）
- メンデルスゾーン：ピアノ協奏曲第1番 小澤征爾指揮 水戸室内管弦楽団 ライヴ・レコーディング（2009年9月30日 ソニー・クラシカル）
- モーツァルト:ピアノと管弦楽のためのロンド 他 尾高忠明指揮 オーケストラ・アンサンブル金沢（2010年5月26日）
- リヒャルト・シュトラウス&フランツ・シュトラウス ホルン&ピアノ作品集 ラデク・バボラーク（ホルン）（2010年8月25日 オクタヴィアレコード）
- ORC100092 – Yu Kosuge Four Elements vol.1[4]
- ORC100108 – Yu Kosuge Four Elements vol.2
- ORC100158 – Yu Kosuge Debussy
- ORC100159 – Yu Kosuge Four Elements vol.3
- ORC100187 – Yu Kosuge Four Elements vol.4